# John Warhurst
John Warhurst é um sonoplasta britânico conhecido por ter trabalhado em Les Misérables (2012) e Three Billboards Outside Ebbing, Missouri (2017). Como reconhecimento, ganhou o Óscar 2019 na categoria de Melhor Edição de Som por Bohemian Rhapsody (2018).